# Bendock River
Bendock River är ett vattendrag i Australien. Det ligger i delstaten Victoria, omkring 370 kilometer öster om delstatshuvudstaden Melbourne.
Trakten runt Bendock River består till största delen av jordbruksmark. Trakten runt Bendock River är nära nog obefolkad, med mindre än två invånare per kvadratkilometer. Genomsnittlig årsnederbörd är 1 277 millimeter. Den regnigaste månaden är juni, med i genomsnitt 238 mm nederbörd, och den torraste är juli, med 58 mm nederbörd.